# Motivation 4 the Streetz
| Recensione | Giudizio |
| ---------- | -------- |
| Rockol     |          |
| Newsic     |          |

Motivation 4 the Streetz è un album in studio dei rapper italiani Artie 5ive e Rondodasosa, pubblicato l'8 dicembre 2023.

## Tracce
1. Motivation 4 the Streetz (Skit) – 2:15 (musica: Nicolas Di Benedetto)
2. Red&Blue – 3:27 (musica: Nicolas Di Benedetto, Ddusi)
3. Guru del business – 2:13 (musica: Nicolas Di Benedetto, Ddusi, Parker Tolen, UY)
4. Hoodrich – 2:36
5. Nulla accade (feat. Capo Plaza) – 2:54
6. Better 4 Me – 2:45
7. Hall of Fame (feat. Rose Villain) – 2:58
8. Vengo da dove – 3:50
9. Crisi d'astinenza (feat. Achille Lauro) – 4:03
10. Gambler (feat. Rasty Kilo) – 3:08
11. Matrix (Skit) – 2:00
12. Vivi o muori – 2:37
13. Yeh oh! – 2:50
14. Money Sex Beef (feat. Tony Effe) – 2:31
15. Pistola nei jeans (Cripwalk) (feat. Bello Figo) – 2:22
16. Boulevard – 2:40
17. Se morissi oggi – 2:28

## Classifiche

### Classifiche settimanali
| Classifica (2023) | Posizione massima |
| ----------------- | ----------------- |
| Italia            | 4                 |

### Classifiche di fine anno
| Classifica (2024) | Posizione |
| ----------------- | --------- |
| Italia            | 73        |